# Clapper of Works
Clapper of Works (auch Works Cairn genannt) ist eines von etwa 80 auf den Scilly-Inseln errichteten jungsteinzeitlichen (etwa 2500 v. Chr.) Eingangsgräbern. Es liegt auf der Isle of Gugh, vor der Küste von Cornwall in England.

## Lage
Von der Insel St. Agnes aus gelangt man im Osten zu Fuß über einen Tombolo zur Insel Gugh. Die abseits gelegene Megalithanlage schmiegt sich in den südlichen Hang des gleichnamigen Hügels.
Es sind vier etwa gleich große Decksteine sichtbar. Die Länge der Kammer scheint den ganzen Durchmesser des Hügels von etwa 9,0 Meter zu durchmessen.
Es gibt etwa 65,0 m nordwestlich zwei runde Cairns. Das südliche Ende von Gugh hat etwa 20 davon und zwei Eingangsgräber, das andere ist stark beschädigt und heißt Carn of Works.